# 第十六号掃海艇
|                                   | |
| 艦歴                              | |
| 計画                              | 昭和6年度計画 |
| 起工                              | 1933年6月20日 |
| 進水                              | 1934年3月30日 |
| 竣工                              | 1934年9月29日 |
| その後                            | 1943年9月11日触雷により沈没 |
| 除籍                              | 1943年11月1日 |
| 性能諸元（竣工時→性能改善工事後） | |
| 排水量                            | 基準：525トン → 691トン 公試：590トン → 800トン |
| 全長                              | 74.00m |
| 全幅                              | 8.20m |
| 吃水                              | 2.07m → 3.13m |
| 機関                              | ロ号艦本式缶（混焼）2基 3気筒3段膨張レシプロ2基 2軸、3,200馬力                                                                                     |
| 速力                              | 20.0ノット → 19ノット |
| 航続距離                          | 12ノットで2,600海里 |
| 燃料                              | 重油：25トン 石炭：53トン |
| 乗員                              | 98名 |
| 兵装                              | 45口径三年式12cm砲 2門 40口径三年式8cm高角砲 単装1門 九一式爆雷投射機2基 爆雷36個（もしくは16個） 掃海具、または五号機雷40個、または八九式機雷26個 |

第十六号掃海艇（だいじゅうろくごうそうかいてい）は、日本海軍の掃海艇。第十三号型掃海艇の4番艦。

## 艦歴
1933年（昭和8年）6月20日、三井物産造船部玉工場で起工。1934年（昭和9年）3月30日進水。同年9月29日に竣工。第十六号掃海艇と命名され、掃海艇に類別。
1937年（昭和12年）から1939年（昭和14年）まで日中戦争において華中及び華北の作戦に参加。太平洋戦争では、南方侵攻作戦、船団護衛に従事。1943年（昭和18年）9月11日、セレベス島マカッサル港外で触雷して沈没。同年11月1日に除籍。

## 歴代艇長
※艦長等は『日本海軍史』第9巻・第10巻の「将官履歴」及び『官報』に基づく。
艤装員長
- 大田春男 大尉：1934年4月20日[3] -

艇長
- 大田春男 大尉：1934年9月29日[4] - 1935年7月18日[5]
- 池田暎 大尉：1935年7月18日 - 1936年9月19日[6]
- 岩橋透 少佐：1936年9月19日[6] - 1938年3月26日[7]
- 志村正 大尉：1938年3月26日[7] - 1938年12月10日[8]
- 笹田兼雄 少佐：1938年12月10日[8] - 1939年11月15日[9]
- 藤森康男 少佐：1939年11月15日[9] - 1940年4月1日[10]
- 村上忠臣 大尉：1940年4月1日[10] - 1940年11月1日[11]
- 古山修郎 予備大尉：1940年11月1日[11] - 1941年9月10日[12]
- 渡辺芳郎 大尉：1941年9月10日[13] -